# John Smith (Politiker, um 1735)
John Smith (* um 1735 in Colony of Virginia; † 30. Juli 1824 in St. Francisville, Louisiana) war ein US-amerikanischer Politiker der Demokratisch-Republikanischen Partei. Von 1803 bis 1808 saß er für den Bundesstaat Ohio im US-Senat.

## Leben
Von seinem Leben ist nur wenig bekannt. Um 1735 wurde er in Virginia geboren. Wer seine Eltern waren, ist unbekannt. In den 1790er-Jahren war er Pastor in verschiedenen baptistischen Kirchen in Ohio. Er begann dann militärische Dinge zu liefern. Von 1799 bis 1803 war er Abgeordneter im Repräsentantenhaus des Nordwestterritoriums. 1802 war er Delegierter zur Verfassungsgebenden Versammlung von Ohio. Nachdem Ohio 1803 als Bundesstaat in die Vereinigten Staaten aufgenommen worden war, wurde er einer der beiden ersten Senatoren des Staates im Bundessenat. Dort verblieb er bis 1808. Er zog dann nach St. Francisville, wo er 1824 starb.